# Antoni Bisaga
Antoni Piotr Bisaga (ur. 29 stycznia 1940 w Makowie Podhalańskim) – polski rzeźbiarz.

## Życiorys
Ukończył Państwowe Liceum Technik Plastycznych w Nowym Wiśniczu w klasie o kierunku ceramika. Już jako uczeń szkoły średniej zaczął bywać we Włocławku, do którego wysyłano uczniów w ramach praktyk. W jednym z wywiadów przyznał, że Włocławek lat 50. i jego historia go oczarowały, natomiast obecnie uważa miasto za bardzo zdewastowane. To właśnie w szkole poznał swoją przyszłą żonę, również plastyczkę. Następnie studiował na Wydziale Rzeźby Państwowej Wyższej Szkoły Sztuk Plastycznych we Wrocławiu. Wśród jego wykładowców byli Xawery Dunikowski i Borys Michałowski, a w Pracowni Projektowania Przestrzennego i Ceramicznej Rzeźby Architektonicznej  Apolinary Czepelewski. Po ukończeniu studiów w 1966 r. osiadł we Włocławku. W latach 1966–1979 pracował w Zakładach Ceramiki Stołowej we Włocławku jako projektant Ośrodka Wzorującego. Zaprojektował m.in. liczne wzory serwisów, talerzy, wazonów, świeczników, żyrandoli. W latach 80. trudnił się jako architekt wnętrz.

## Twórczość
Tworzy rzeźby przyścienne i wolno stojące. Wykonuje je głównie w ceramice, ale także w drewnie. Tworzy portrety, rzeźby o tematyce religijnej, historycznej oraz symbolicznej. Inspiruje się rzeźbą klasyczną i sztuką ludową oraz obserwacją natury i człowieka. Jest autorem Różańca Polskiego, który był eksponowany w czasie Dni Kultury Chrześcijańskiej w kościele p.w. św. Józefa we Włocławku (1984 r.) i Piety Włocławskiej (sanktuarium Męczeństwa Bł. Ks. Jerzego Popiełuszki we Włocławku). W 2018 r. na wystawie pt. Nikifor kontra Zagajewski w Galerii Antresola w Centrum Kultury Browar B zaprezentował rzeźbę pt. Stanisławowi Zagajewskiemu w hołdzie dla zmarłego 10 lat wcześniej artysty. Posiada własną pracownię w Józefowie, którą sam zbudował w 1978 r. Ukochanej przez siebie wsi poświęcił jedną z prac zatytułowaną Moje Józefowo, wystawioną po raz pierwszy z okazji jego jubileuszu w 2010 roku. Od 1990 r. pracuje razem z synem Januszem. Wszystkie jego dzieci odziedziczyły po rodzicach talenty plastyczne, ale tylko jeden syn zajmuje się tym zawodowo. Janusz Bisaga uprawia także fotografię, które to zainteresowanie dzieli ze swoją córką Joanną. Kolejny wnuk Antoniego, Bartosz Bisaga tworzy grafiki komputerowe. Oprócz rzeźby, Antoni Bisaga interesuje się także rysunkiem, architekturą wnętrz i wystawiennictwem, tworzy projekty pomników i medali.
W latach 1968–75 był członkiem stowarzyszenia artystów Grupa Kujawska. Był jednym z inicjatorów powstania Włocławskiego Oddziału Związku Polskich Artystów Plastyków. W latach 1975–78 był jego pierwszym prezesem. W 1984 r. wstąpił do Związku Artystów Rzeźbiarzy. Od 1987 r. był rzeczoznawcą Ministerstwa Kultury i Sztuki w zakresie sztuki użytkowej i rzeźby. Dwukrotnie otrzymywał stypendium z tego ministerstwa. W 2001 r. był współzałożycielem Dobrzyńsko-Kujawskiego Towarzystwa Kulturalnego. W 2015 r. poparł Janusza Nowierskiego, który w liście otwartym wyraził zaniepokojenie możliwością likwidacji Galerii Sztuki Współczesnej przy ul. Miedzianej we Włocławku. Radny Dariusz Jaworski złożył wówczas interpelację w tej sprawie do Prezydenta Miasta Włocławka Marka Wojtkowskiego. Z jego porad korzystał malarz Zbigniew Jankowski.
Prace Bisagi były prezentowane na przeszło 37 wystawach indywidualnych i 75 wystawach zbiorowych, w tym 10 za granicą. W 1995 r. miała miejsce wystawa w Biurze Wystaw Artystycznych w Gorzowie Wielkopolskim. W 2002 r. obchodził 35-lecie pracy twórczej, z okazji której zorganizowano wystawę w Galerii Sztuki Współczesnej we Włocławku, z udziałem m.in. ówczesnego prezydenta Stanisława Wawrzonkoskiego. W 2009 r. pokazał swoje prace na wystawie Z głębokości wołam… w Galerii Sztuki Współczesnej we Włocławku z okazji 25. rocznicy śmierci ks. Jerzego Popiełuszki. W 2010 r. w Muzeum Ziemi Kujawskiej i Dobrzyńskiej we Włocławku (w Zbiorach Sztuki) miała miejsce wystawa Antoni Bisaga. Remanent twórczości Anno Domini 2010 z okazji 70. urodzin artysty. W 2013 r. jego dzieła wystawiono w ramach Wystawy na 140-lecie włocławskiego fajansu. W 2015 r. w Muzeum Stanisława Noakowskiego w Nieszawie miała miejsce wystawa cyklu rysunków Bisagi pt. Kalendarz włocławski, ilustrujących ważne wydarzenia z historii miasta. W tym samym roku z okazji 75. urodzin rzeźbiarza w Galerii Antresola w Centrum Kultury Browar B miała miejsce wystawa pt. Moje fragmenty z życia Włocławka, składająca się na kalendarium miejscowości. W 2016 r. we włocławskiej Galerii Sztuki Współczesnej miała miejsce wystawa prac artystów Grupy Kujawskiej z lat 1956-1976 pt, Początki, Stąd wyszliśmy, Grupa Kujawska, w tym rzeźb A. Bisagi. W 2017 r. Bisaga był jednym z artystów, którego dzieła ukazano na wystawie Alfabet włocławski w Galerii Biura Wystaw Artystycznych i Usług Plastycznych w Pile. W 2018 r. w Galerii Sztuki Współczesnej we Włocławku miała miejsce wystawa prac Antoniego, Janusza i Bartosza Bisagów pt. Troje oczu. W 2019 r. jego prace wystawiono w auli Zespołu Szkół Katolickich im. ks. Jana Długosza we Włocławku z okazji XVIII Dni Kultury Chrześcijańskiej. 14 marca 2020 r. w Muzeum Zbiorów Sztuki we Włocławku miała się odbyć kolejna jubileuszowa wystawa prac artysty, benefis z okazji jego 80. urodzin. Z powodu dotarcia pandemii koronawirusa SARS-CoV-2 do Polski benefis został odwołany, a wystawa z okazji 80. urodzin Antoniego Bisagi pt. „Miało być inaczej” była eksponowana w terminie 7-28 06.2020 r. Z okazji 100. rocznicy urodzin papieża Jana Pawła II, 18 maja 2020 r. w gmachu Muzeum Zbiorów Sztuki we Włocławku zaprezentowano wizerunki świętego autorstwa Bisagi. Trzykrotnie wystawiał swoje prace w Parafii Najświętszego Zbawiciela we Włocławku. Szczególnie dużym zainteresowaniem cieszyła się wystawa Golgota końca wieku z 1998 r. na której prezentował krzyże. 2006 r. - miała miejsce Wystawa sztuki sakralnej, której wystawiał rysunki.. Brał trzykrotnie udział w Biennale Sztuki Sakralnej w Gorzowie Wielkopolskim.
Jego dzieła można oglądać w przeszło dwudziestu kościołach, galeriach publicznych i prywatnych. Rzeźby artysty znajdują się w Muzeum Ziemi Kujawskiej i Dobrzyńskiej we Włocławku (w Dziale Sztuki, w Dziale Fajansu), Muzeum Narodowym w Gdańsku, Muzeum Okręgowym im. Leona Wyczółkowskiego w Bydgoszczy i Biurze Wystaw Artystycznych w Płocku.

### Niektóre dzieła

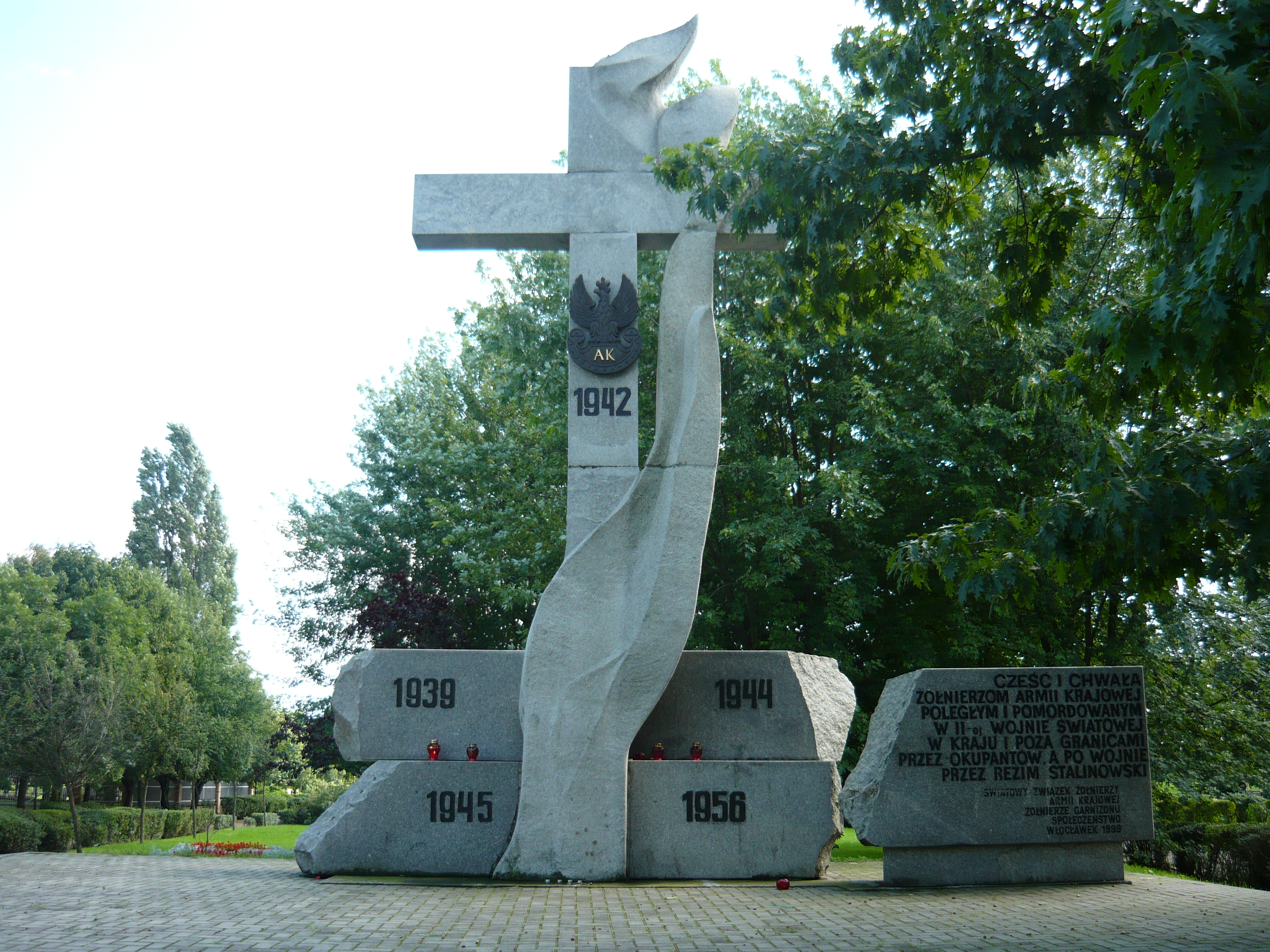
Pomnik Armii Krajowej we Włocławku

W latach 60. wykonał Pomnik Upamiętniający Przyznanie Miastu Sztandar I Klasy w 1966 r., umiejscowionym na skwerze przed Urzędem Miasta we Włocławku (obecnym Skwerze im. Lecha i Marii Kaczyńskich). Bryła pomnika nawiązywała do sztandaru, wykonali go mieszkańcy w czynie społecznym. W 1992 r. Rada Miasta Włocławka w ramach dekomunizacji nakazała rozbiórkę pomnika. Zaprojektował Pomnik Saperów we Włocławku. W 1988 r. został członkiem zwyczajnym Obywatelskiego Komitetu Odbudowy Pomnika Poległych Obrońców Wisły 1920 r. we Włocławku, a w 1990 r. stworzył orła zawieszonego na monumencie. W 1994 r. wykonał projekt przebudowy Pomnika Żołnierzy Radzieckich na Pomnik Żołnierza Polskiego na placu Wolności we Włocławku. W 1998 r. na prośbę Komitetu Organizacyjnego Budowy Pomnika Armii Krajowej we Włocławku, stworzył projekt monumentu, odsłoniętego w 2000 r. przy kościele Najświętszego Zbawiciela. Na wystawie Antoni Bisaga. Remanent twórczości Anno Domini 2010 pomnik nazwano jednym z najbardziej znanych dzieł artysty. W 2005 r. wykonał tablicę Pomnika 750-lecia pierwszej lokacji miasta w okolicy Pałacu Biskupiego we Włocławku. W 2019 r. wykonał nieodpłatnie projekt pomnika poświęconego ofiarom zbrodni katyńskiej, który w 2020 r. ma stanąć na Skwerze im. Kaczyńskich. Na pomniku ma znaleźć się 119 nazwisk ofiar zbrodni katyńskiej z Włocławka i okolic. Antoni Bisaga zaprojektował także liczne tablice pamiątkowe i pomniki oraz rzeźby patronów dla szkół.
W 1972 r. był jednym z artystów, których zatrudniono przy tworzeniu dekoracji wyremontowanych barokowych kamienic na Starym Rynku, w których utworzono wówczas Muzeum Historii Włocławka, oddział Muzeum Ziemi Kujawskiej i Dobrzyńskiej. W niedużym atrium między dwoma budynkami zainstalował niebiesko-zieloną fontannę z motywami roślinnymi oraz kwietniki.
Jest autorem wielu rzeźb o tematyce religijnej dla kościołów na Kujawach i całej Polski. Wraz z synem realizuje projekty własne oraz ks. Taduesza Furdyny. Szczególnie związany jest z Parafią Najświętszego Zbawiciela we Włocławku. W latach 80. wykonał rzeźby ceramiczne w nowym kościele parafialnym w parku im. Władysława Łokietka. Następnie stworzył ołtarze boczne Matki Boskiej Fatimskiej (1995-1996) i Matki Bożej Częstochowskiej Hetmanki Żołnierza Polskiego. Ten drugi upamiętnia 10-lecia duszpasterska wojskowego prowadzonego w tej parafii. Projekt wnętrz włącznie z ołtarzem bocznym wykonał w konsultacji z ks. Furdyną. W latach 1994–2006 wraz z synem Januszem wykonał trzy rzeźby ścienne przedstawiające ks. Jerzego Popiełuszkę, kardynała Stefana Wyszyńskiego i papieża Jana Pawła II, składający się na tzw. Filar Wielkich Polaków. Po IV pielgrzymce Jana Pawła II do Polski w 1991 r., w trakcie papież której odwiedził Włocławek, wzniósł rzeźbę Chrystusa Dobrego Pasterza, którego twarz cechuje podobieństwo do papieża polaka. W 1997 r. rzeźba stanęła w ogrodzie kościoła, a w 2011 r. na postumencie wyryto datę beatyfikacji papieża. W 2004 r. wykonał figurę Matki Bożej w Grocie Matki Bożej Królowej Pokoju przy kościelnym parkingu. W 2020 r. wykonał karawakę strzegącą przed pandemią COVID-19, powieszoną na ścianie kościoła. Wreszcie tworzy rzeźby dekorujące parafialny żłobek i stację parafii w czasie procesji Bożego Ciała. Jest także autorem dekorowanych techniką stiukową nastaw ołtarza głównego i bocznych dla kościoła św. Stanisława, rzeźb w kościele św. Maksymiliania i 4 płaskorzeźb w kościele Ducha Świętego we Włocławku, w tym jednej przedstawiającej wizerunek św. Jana Pawła II. W 2018 r. dokonał renowacji ołtarza św. Antoniego kościoła św. Maksymiliana we Włocławku. Stworzył elementy cmentarza, ambony i stacji Drogi Krzyżowej w kościele Najświętszego Serca Jezusowego w Sieradzu. Jego płaskorzeźba wisi na ścianie kościoła św. Bartłomieja Apostoła w Smólniku. Wykonał ozdoby w kaplicy Domu Księży Emerytów na włocławskim Michelinie. W 2001 r. stworzył stacje drogi krzyżowej i ceramiczną figurę Chrystusa w kaplicy pw. św. Łukasza w Domu Pomocy Społecznej nr 2 w Gorzowie Wielkopolskim. W latach 2004–2010, z okazji przypadającego na 2011 roku 600-lecia konsekracji katedry we Włocławku stworzył plakietę Miasto wpisane w ołów. Obecnie znajduje się ono w zbiorach Muzeum Ziemi Kujawskiej i Dobrzyńskiej we Włocławku i jest ono eksponowano przy wejściu do Muzeum Historii Włocławka. Był autorem pucharu, który podarowano papieżowi Janowi Pawłowi II podczas jego wizyty we Włocławku w czasie pielgrzymki z 1991 roku.
W latach 2006–2010 wykonał kompozycję ceramiczną pt. Wspominam Zielony Rynek (we Włocławku). Na dzieło składa się ponad 30 figur ułożonych na ruchomym kole, tworzących sceny rodzaje z życia targowiska przy Zielonym Rynku w latach 60. XX wieku. Po raz pierwszy praca została zaprezentowana podczas wystawy Antoni Bisaga. Remanent twórczości Anno Domini 2010 z okazji 70. urodzin artysty. W 2015 r. była wystawiana w Galerii Sztuki Antresola. W 2020 r. Antoni Bisaga przekazał dzieło do Muzeum Zbiorów Sztuki we Włocławku. W tym samym roku zostało ono po raz pierwszy wystawione w ramach wystawy pt. Miało być inaczej w gmachu tegoż muzeum. 18 czerwca 2020 r. dzieło zostało opisane w ramach cyklu Zza obrazu prowadzonego przez Centrum Kultury Browar B we Włocławku, pod nazwą Zielony Rynek we Włocławku.

### Nagrody i wyróżnienia
Za swoją twórczość Bisaga otrzymał nagrody i odznaczenia: Złoty Medal Pro-Tadino za rzeźbę Organy (Włochy, 1970); Medal Za zasługi dla rozwoju Włocławka (Włocławek, 1971); wyróżnienie w konkursie Kopernik i jego idea (Bydgoszcz, 1972); Brązową Odznakę honorową „Zasłużony dla Budownictwa i Przemysłu Materiałów Budowlanych” (Warszawa, 1974); III nagrodę w konkursie Człowiek i otoczenie (Bydgoszcz, 1975); Odznakę „Zasłużony Działacz Kultury” (Warszawa, 1976); srebrną odznakę Za zasługi dla województwa włocławskiego (Włocławek, 1978); Nagrodę Główną Prezydenta Miasta Włocławka w Dziedzinie Kultury (Włocławek, 2001) i List Gratulacyjny Prezydenta Miasta Włocławka (Włocławek, 2002). Medal Zasłużony dla Diecezji Włocławskiej (2008); Nagrodę Prezydenta Miasta Włocławek w dziedzinie kultury (2015).

### Galeria twórczości

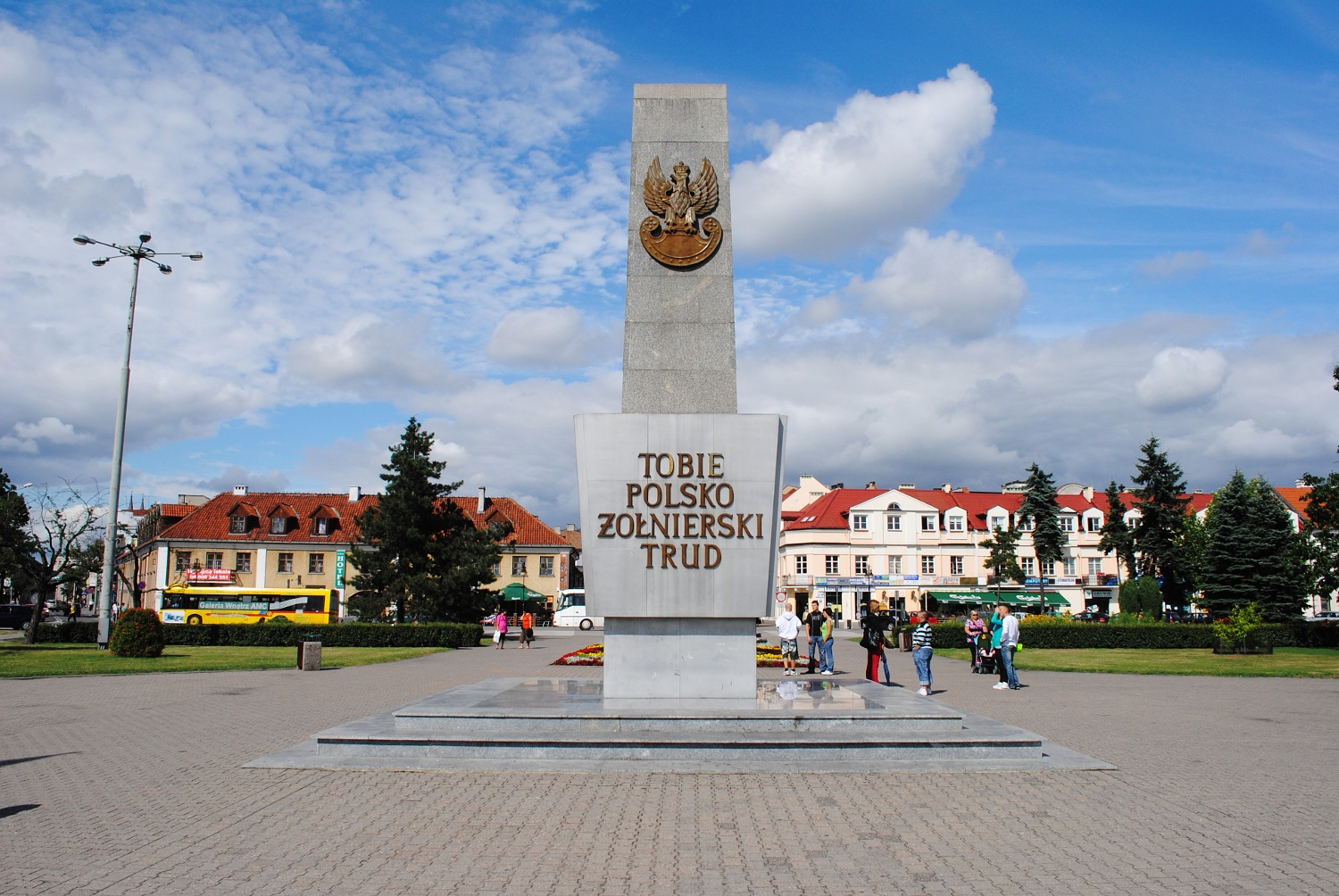
Przebudowany Pomnik Żołnierza Polskiego we Włocławku
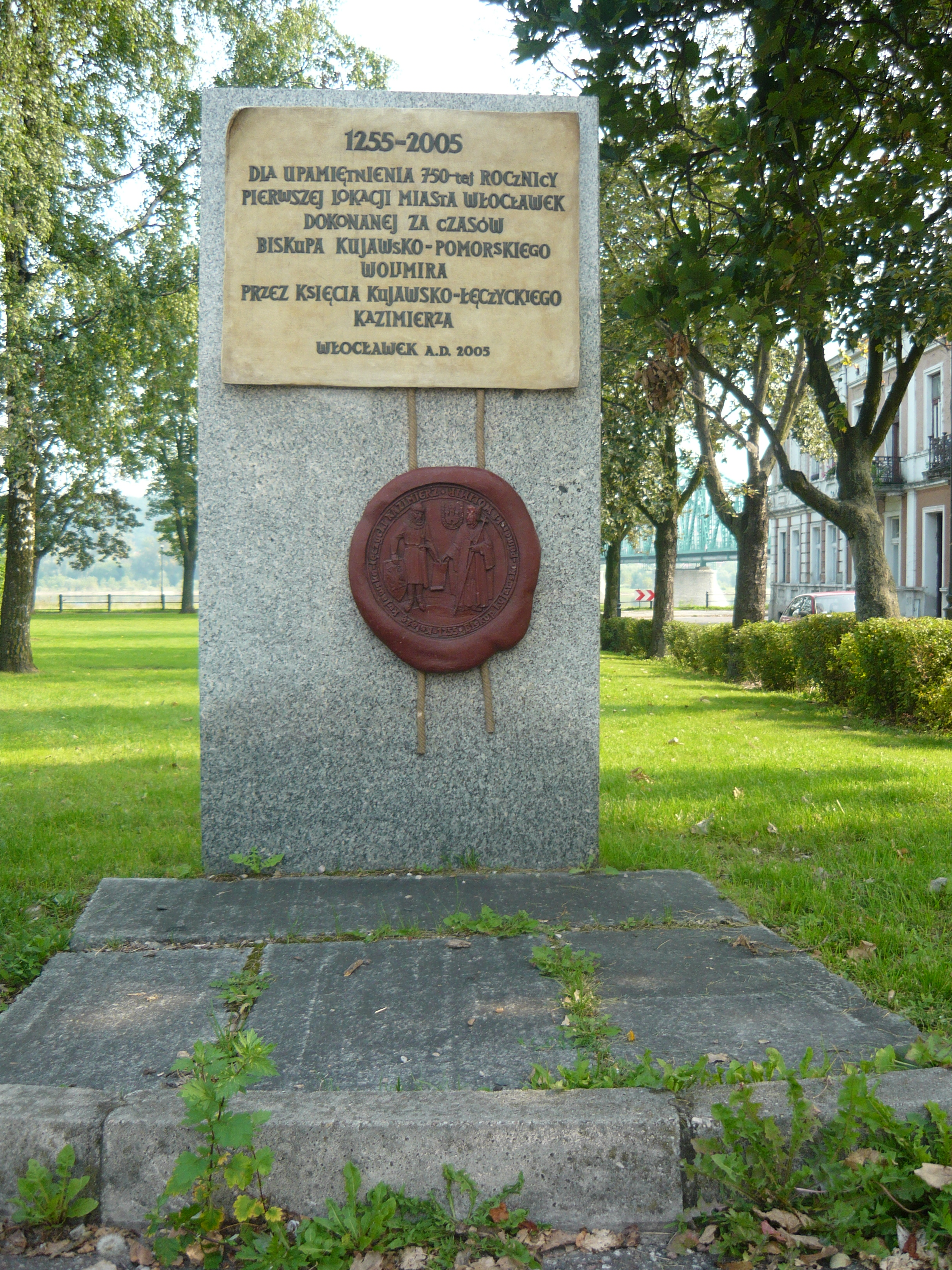
Pomnik 750-lecia I lokacji miasta Włocławka
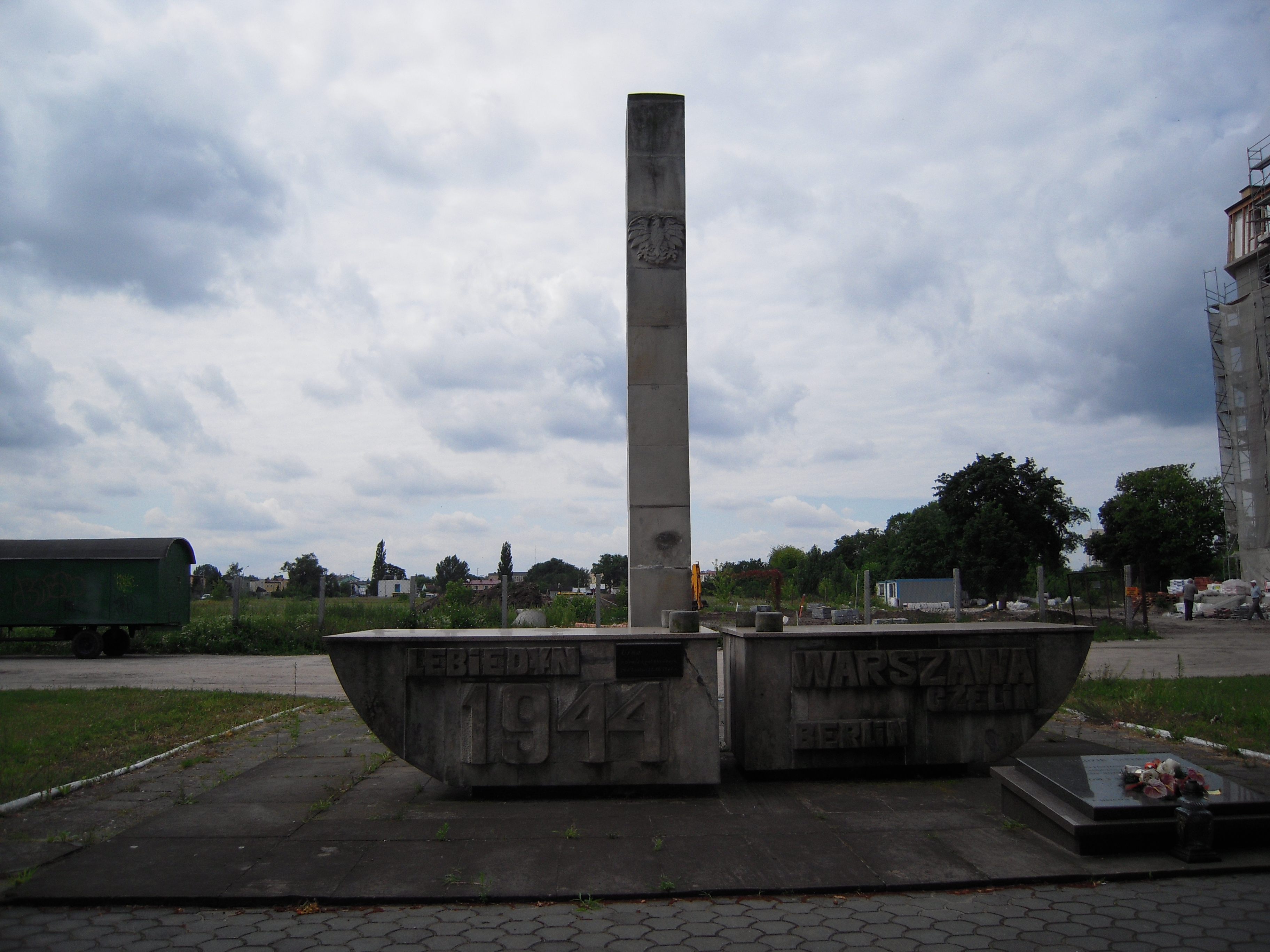
Pomnik Sapera we Włocławku
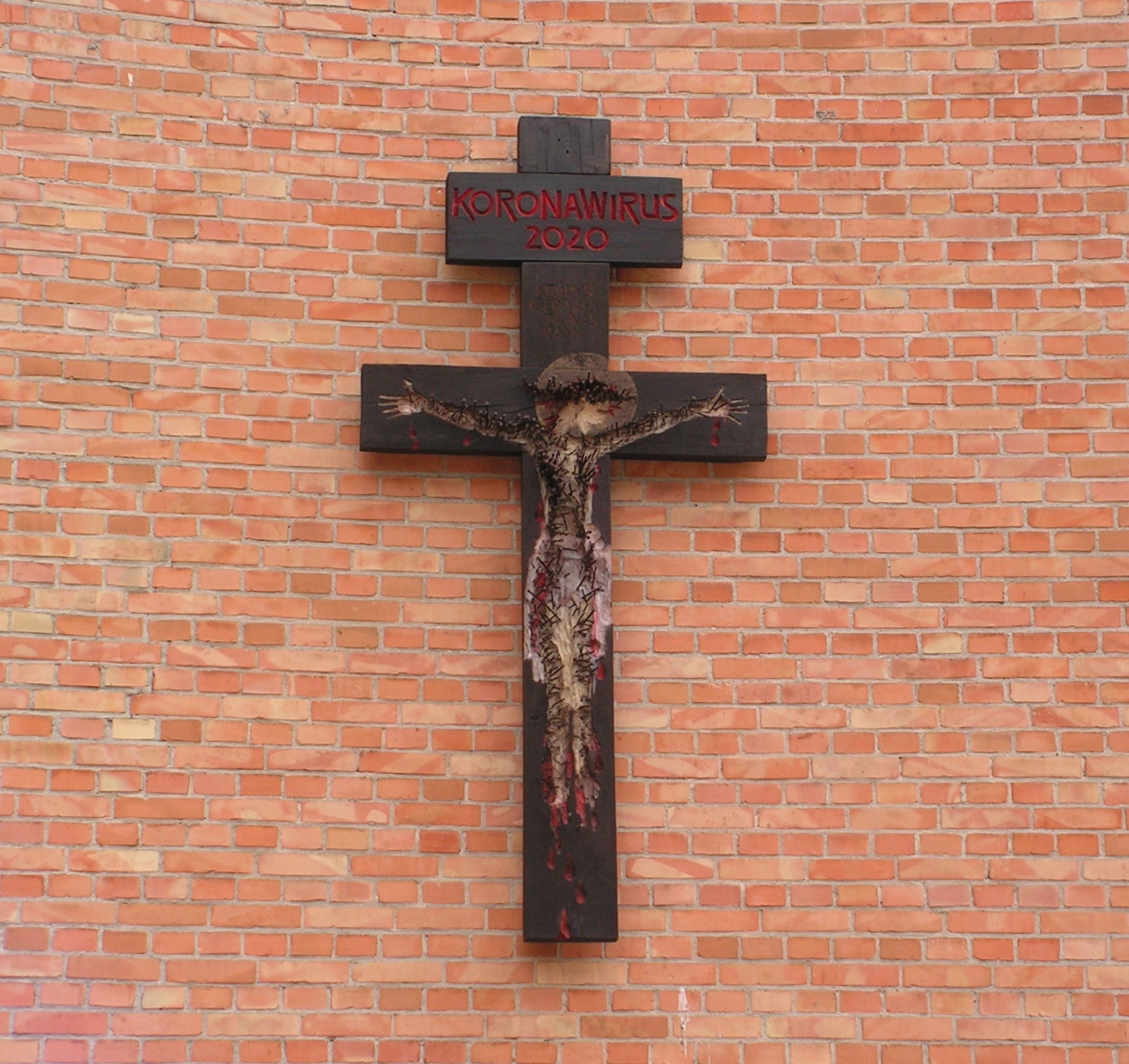
Karawaka z 2020 r. na ścianie kościoła Najświętszego Zbawiciela we Włocławku
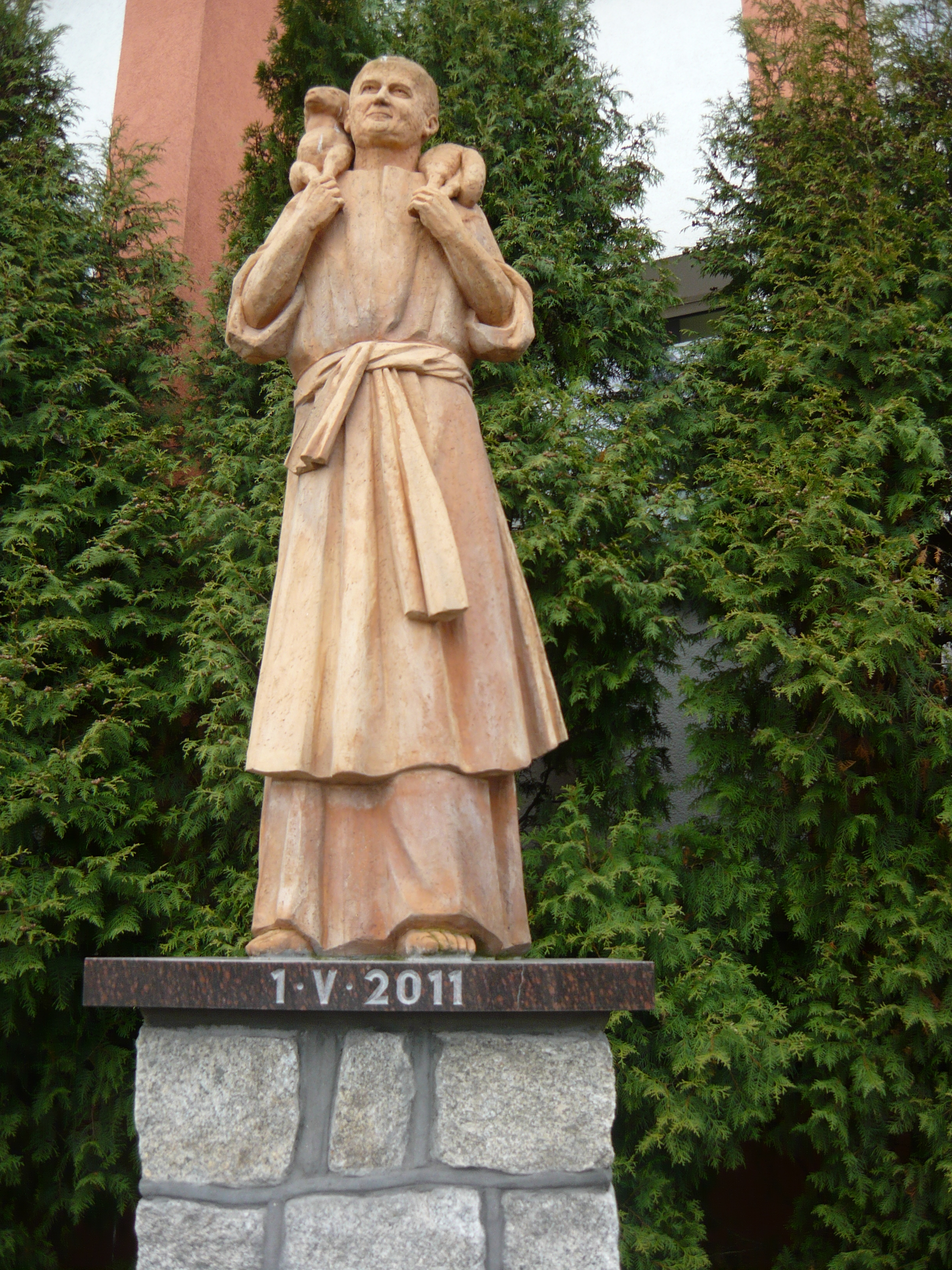
Rzeźba Chrystusa Dobrego Pasterza w ogrodzie parafii Najświętszego Zbawiciela we Włocławku
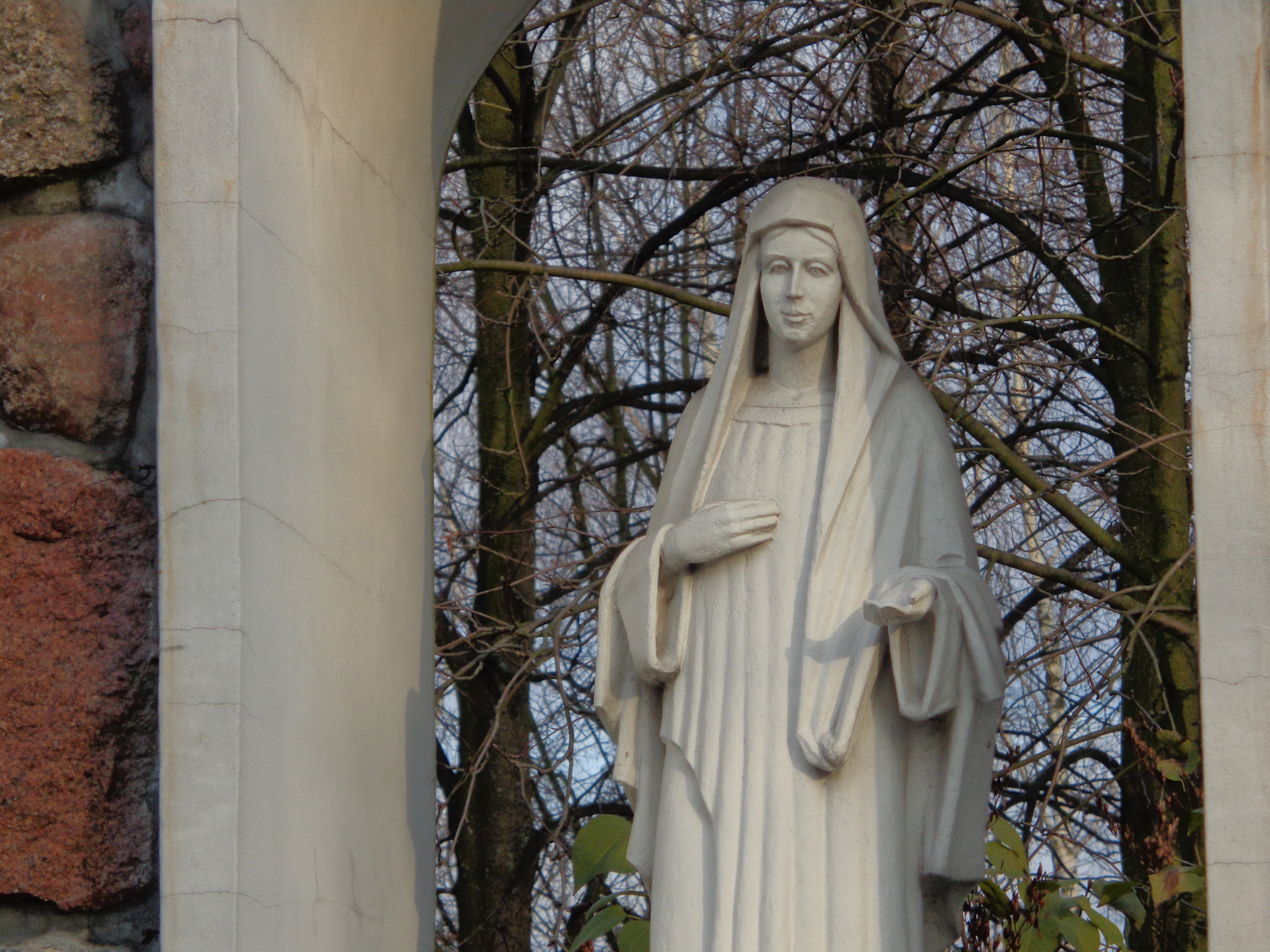
Figura Matki Boskiej w Grocie przy kościele Najświętszego Zbawiciela
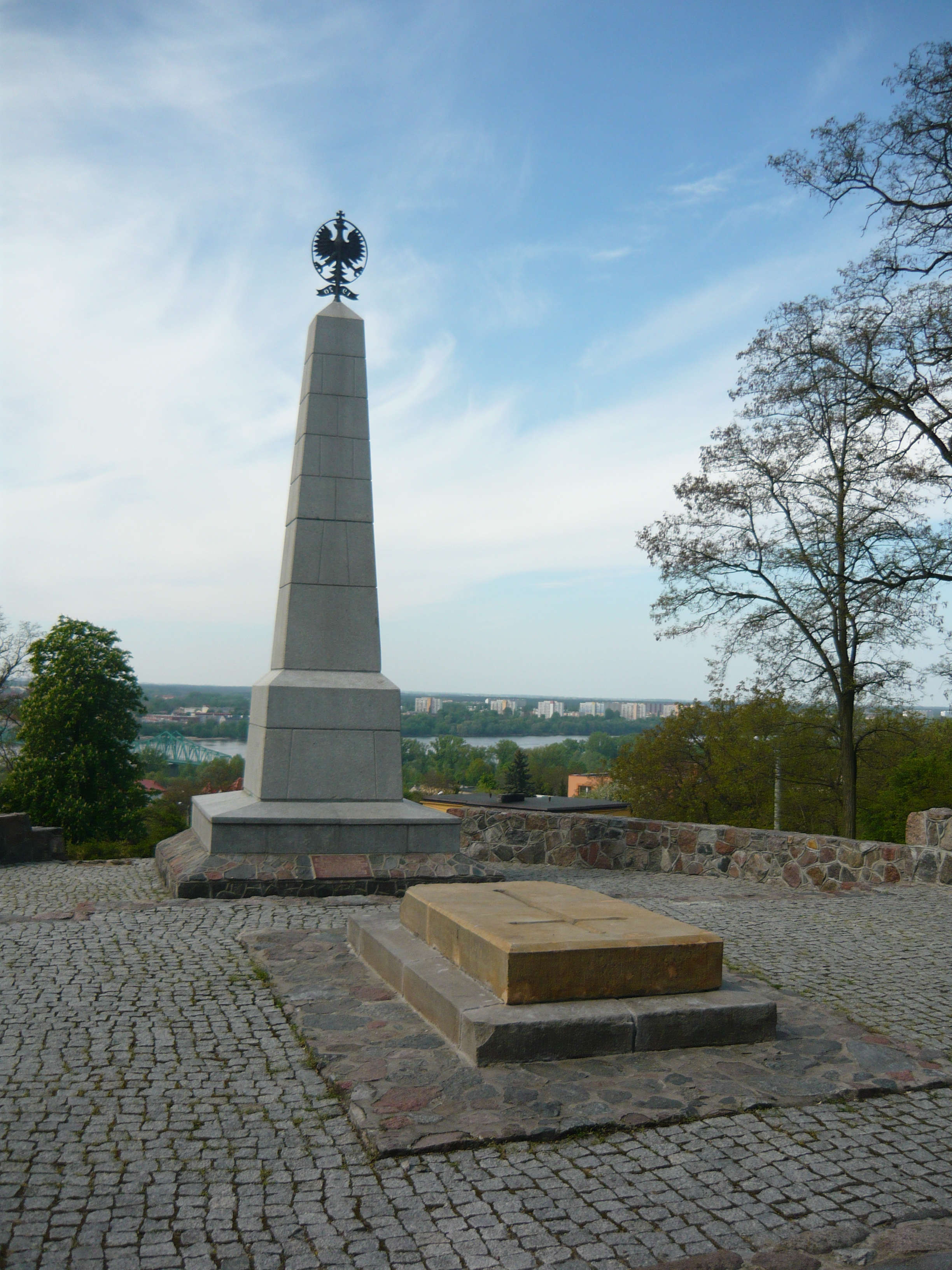
Pomnik Poległych Obrońców Wisły 1920 roku, orła widocznego na zdjęciu wykonał A. Bisaga